# مفاعل بتبريد غازي تقدمي

رسم توضيحي لعمل مفاعل التبريد الغازي التقدمي، ويلاحظ وجود جميع أجزاء المفاعل داخل الحاوية الضخمة المصنوعة من الخرسانة المسلحة بالحديد وهي تحافظ على الضغط وتحجب الإشعاع عن الخروج :
1. فتحات التموين
2. قضبان التحكم
3. مهدئ من الجرافيت
4. وحدات اليورانيوم
5. حاوية الضغط الخرسانية
6. طلمبة الغاز
7. ماء
8. طلمبة الماء
9. مبادل حراري
10. بخار

مفاعل التبريد الغازي التقدمي (بالإنجليزية: advanced gas-cooled reactor (AGR))‏ هو نوع من المفاعلات النووية الجاري استعمالها في بريطانيا. وهو يستخدم الجرافيت كمهدئ للنيوترونات ويبرد بغاز ثاني أكسيد الكربون ويستعمل اليورانيوم الطبيعي. ويميز الجيل الثاني من تلك المفاعلات بالمفاعلات التقدمية حيث هو تطوير لمفاعل ماجنوكس، وهو يعمل في درجات حرارة أعلى عن مفاعلات لجيل الأول ويستعمل تغلفة مستحدثة لقضبان اليورانيوم تتحمل الحرارة العالية، وكفاءة المفاعل في إنتاج الكهرباء عالية.
وبينما كان مفاعل ماجنوكس يعمل ب اليورانيوم الطبيعي (غير مخصب)، فإن مفاعلات الجيل الثاني تعمل باليورانوم المخصب، وذلك بسبب أن تغلفة قضبان الوقود فيه مصنوعة من الفولاذ الذي يمتص جزءا أكبر من النيوترونات عن تغلفة الجيل الأول التي كانت تستخدم تغلفة ماجنوكس المصنوعة من سبيكة المغنسيوم والألمونيوم ، ولكن هذا التطوير يتميز باستغلال أكبر للوقود النووي حيث تصل طاقة الاحتراق إلى 18.000 ميجاوات. طن.يوم. لكل طن من اليورانيوم، مما يسمح بإجراء إعادة تموين المفاعل بالوقود بعد فترات طويلة. وكان أول مفاعل يعمل من هذا الطراز التجريبي في عام 1962. 
 
ثم بدأ أول مفاعل اقتصادي في عام 1976. وهذا النوع الجديد منتشر في المملكة المتحدة لتوليد الطاقة الكهربائية.

## تصميم المفاعل AGR

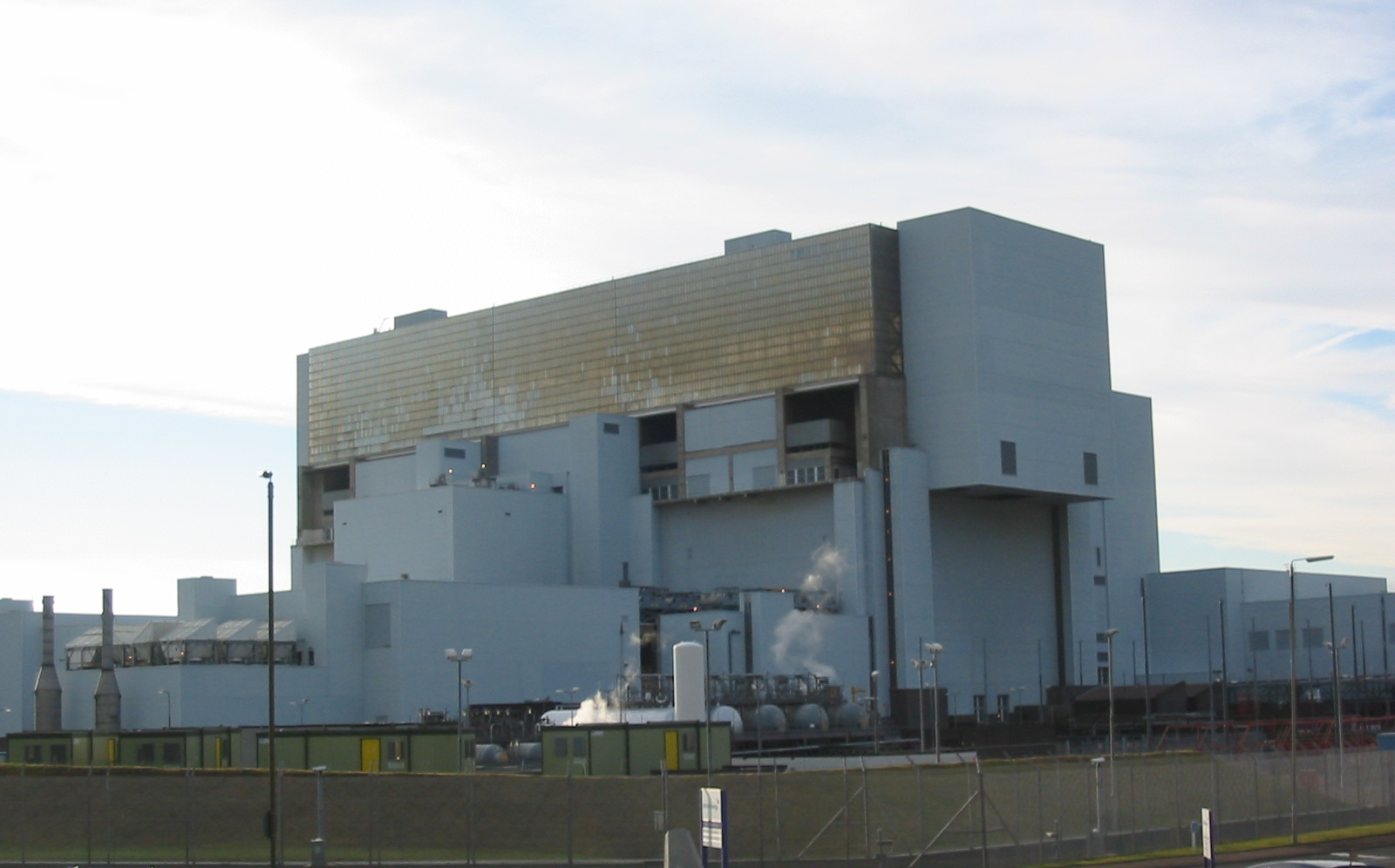
مفاعل من نوع AGR في تورنيس، المملكة المتحدة.

صمم المفاعل AGR على أساس أن مواصفات البخار الخارج من صمام الغلاية تكون مثلة لتلك التي تعمل في محطة الكهرباء العادية التي تشتغل بالفحم.، بحيث أن يستخدم نفس نوع المولد الكهربائي. وكانت متوسط احرارة المبرد الخارجة من المفاعل مصممة لأن تكون 648 درجة مئوية. فللوصول إلى تلك الحرارة مع الاحتفاظ بعدم أكسدة الجرافيت وتطويل عمره، يعاد جزء من غاز التبريد (ثاني أكسيد الكربون) ذو درجة حرارة 278 درجة مئوية إلى المفاعل بغرض تبريد الجرافيت. بهذا أصبحت درجة حرارة الجرافيت في مفاعل التبريد الغازي التقدمي هي نفس درجة حرارة الجرافيت في مفاعل ماجنوكس Magnox. وصممت درجة حرارة الخروج من السخان الكبير لتكون 543 درجة مئوية والضغط 170 بار.
ويتكون الوقود النووي من أقراص ثاني أكسيد اليورانيوم المخصب بدرجة 5و2 إلى 5و3 % وهو محفوظ في أنابيب من الفولاذ. ويستخدم اليورانيوم المخصب بسبب أن التغلفة الفولاذية للوقود تمتص النيوترونات. وقد أدى ذلك إلى زيادة في تكلفة المفاعل. وتصل درجة حرارة ثاني أكسيد الكربون المبرد والذي يتخلل قلب المفاعل إلى 640 درجة مئوية. ويبلغ ضغطه 40 بار ثم يمر خلال أنظمة سخانات لتوليد البخار خارج قلب المفاعل ولكنه لا يزال داخل الحاوية الخرسانية ذات الجدار الداخلي المصنوع من الحديد الصلب.

## قضبان التحكم
تدخل قضبان التحكم خلال المهدئ الجرافيتي ونظام آخر ثانوي يعمل على ضخ النتروجين في غاز التبريد لخفض معدل التفاعل النووي في المفاعل. كما اقترحت مصلحة المنشأت النووية إضافة نظام لتوقيف المفاعل السريع لزيادة أمان تشغيل المفاعل، ويشمل هذا النظام حقن كرات من البور في قلب المفاعل.

## مفاعلات AGR الموجودة في المملكة المتحدة

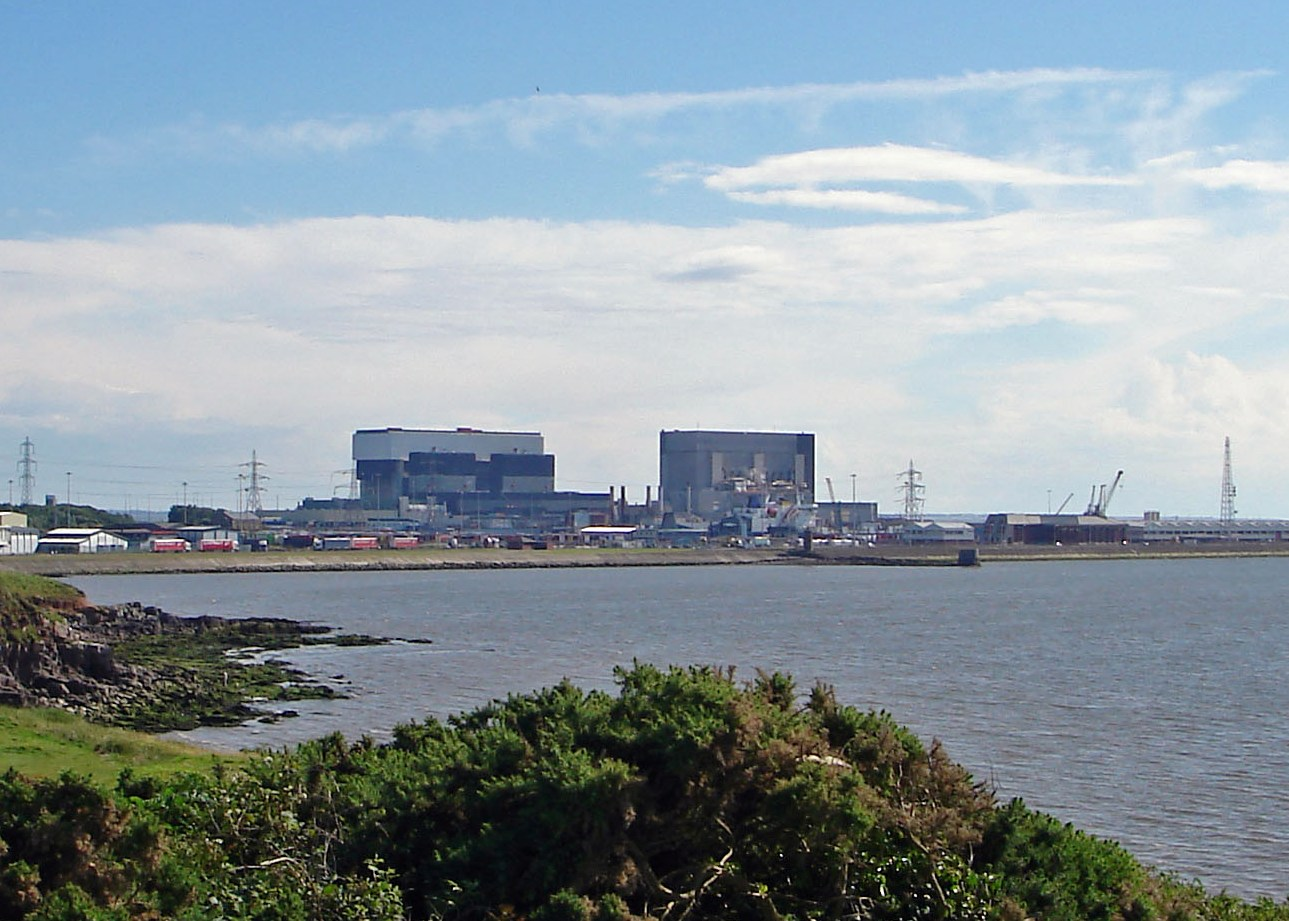
محطتي قوى كهربائية ينتمي إليها 4 مفاعلات تعملان AGRs في هيشام ، المملكة المتحدة.

أنشئت جميع مفاعلات أيه جي آر بحيث يجمع كل منشأة مفاعلين اثنين. وقد صُمم كل منها بقدرة حرارية 1500 ميجاوات.طن وتنتج 660 ميجاوات كهرباء، ويعمل بتوربين ومولد كهربائي. ولكن بسبب اختلافات في أشكال المفاعلات، واختلاف بعض شروط التشغيل فتنتج تلك المفاعلات قدرة بين 555 و 625 ميجا وات كهرباء. 
[.. http://www-pub.iaea.org/MTCD/publications/PDF/cnpp2004/CNPP_Webpage/pages/ ]
توجد في الوقت الحالي 7 محطات نووية لتوليد الكهرباء في المملكة المتحدة ويتكون كل منها من مفاعلين من نوع مفاعل بتبريد غازي تقدمي. 
 وتقوم بتشغيلهم بريتيش إينرجي.
| محطات قوى                   | القدرة الكهربائية MWe | بدأ الإنشاء | انتهاء الإنشاء | بدأ التشغيل | تاريخ نهاية التشغيل |
| --------------------------- | --------------------- | ----------- | -------------- | ----------- | ------------------- |
| محطة دانجنيس للطاقة النووية | 1110                  | 1965        | 1983           | 1985        | 2018                |
| Hartlepool                  | 1210                  | 1968        | 1983           | 1989        | 2014                |
| Heysham 1                   | 1150                  | 1970        | 1983           | 1989        | 2014                |
| Heysham 2                   | 1250                  | 1980        | 1988           | 1989        | 2023                |
| Hinkley Point B             | 1220                  | 1967        | 1976           | 1976        | 2016                |
| Hunterston B                | 1190                  | 1967        | 1976           | 1976        | 2016                |
| Torness                     | 1250                  | 1980        | 1988           | 1988        | 2023                |

## اقرأ أيضا
- مفاعل سريع بتبريد الرصاص
- مفاعل نووي
- تفاعل نووي
- وقود نووي
- مفاعل الماء المضغوط
- مفاعل الماء المغلي
- مفاعل استنسال سريع
- مفاعل ملح منصهر